# Tepapayeca
Tepapayeca es una localidad perteneciente al municipio de Tlapanalá en el estado de Puebla, México. Se encuentra dentro de la región de la mixteca poblana, cercana a Izúcar de Matamoros.. Las principales actividades económicas de la localidad son la agricultura y el comercio.

## Historia
Se tienen noticias de asentamientos humanos prehispánicos, encontrándose vestigios tales como pirámides, protegidas por el INAH
El historiador Paso y Troncoso, describe a Tepapayeca en el siglo XVI como "una tierra templada y asentada junto a un río, del cual salen muchas acequias para regar [...] Tiene muchos árboles de fruto de Castilla [...] tiene falta de leña y la que necesitan la traen del volcán que está a cinco leguas...".